# Златка
 Тази статия е за бозайника.  За насекомото вижте Обикновена златка.  
Златката, наричана още Евразийска златка (Martes martes), е дребен хищник от семейството Порови.
Тя има стройно и гъвкаво тяло с дълга рунтава опашка. Дължината ѝ достига 40 – 58 cm, теглото ѝ е около 2 kg, а опашката е дълга 17 – 26 cm. Златката има много хубава гъста и мека козина, кестеняво-кафява на цвят, на гърба е тъмнокафява, а понякога до жълтеникаво-кафява. На гърлото и гърдите си има петно със златисто-жълт до оранжев цвят, отзад с един израстък, минаващ между основата на двата предни крайника. Лапите ѝ са черни. През зимата окраската ѝ е по-тъмна. Златката живее в стари букови и иглолистни гори. Използва за леговище хралупи или катеричи гнезда. Храни се с мишевидни гризачи, зайци, птици, катерици, а понякога дори и таралежи. Също така яде и меда на дивите пчели, както и някои горски плодове.
Размножителният ѝ период е от юни до август. Бременността продължава около 8 – 9 месеца. През април женската златка ражда от 2 до 8 малки, които проглеждат след 35 – 39 дни. Живее около 10 – 12 години. Широко е разпространена в Европа, Западна и Северна Азия и в Кавказ. В България се среща, макар и рядко, в Странджа, Източна Стара планина, по-ниските части на Рила, Пирин и Родопите. Кожата ѝ се цени много, поради което в Европа масово я изтребват. В „Червената книга на Република България“ е включена като застрашен от изчезване вид.

## Външни източници
- Сем. Порови. Подсемейство Златки. Златка — Martes martes Архив на оригинала от 2008-06-22 в Wayback Machine.
- Резерват „Сините камъни“ - Снимка на Златка[неработеща препратка]